# Antonio Bresciani
Antonio Bresciani de Borsa (Ala, 24 de julio de 1798- Roma, 14 de marzo de 1862) fue un escritor católico y religioso jesuita italiano.

## Biografía
Nació en Ala, en el entonces Tirol italiano. Sus padres fueron Leonardo Bresciani de Borsa y la condesa Vittoria Alberti, hija de Cornelia Fregoso, descendiente de la familia del mismo nombre que le dio doce Dogos a la República de Génova. Hijo primogénito, recibió una educación cristiana gracias al sacerdote Filippo Bernardi, quien lo inició en los estudios literarios. En 1814 se trasladó a Verona donde estudió retórica. Allí tuvo la oportunidad de conocer y hacer amistad con el sacerdote y escritor Antonio Cesari, con el físico Giuseppe Zamboni y con Giuseppe Monterossi. Gracias a su madurez y confiabilidad, tan pronto como superó sus estudios secundarios, se convirtió en profesor de retórica en el liceo de Bresanona.
Entró en la Compañía de Jesús ya sacerdote, pero tuvo que salir por presión de las autoridades civiles y religiosas, instigadas por su padre. En Florencia, fue preceptor del hijo menor de Pietro Leopoldo Ricasoli mientras se dedicaba a perfeccionar sus conocimientos lingüísticos. Vuelto a entrar en la Compañía de Jesús, fue nombrado superior de la residencia de Génova, rector del colegio de la Compañía de Turín y director espiritual del Colegio de Propaganda Fide en Roma. En 1837 fue rector del colegio de Modena, donde hizo causa con el grupo católico intransigente. Fue siempre antimasónico, pero nunca antiitaliano. Provincial (1843-1846) de Turín, fue rector del colegio Urbano de Propaganda Fide (1846-1850) en Roma. Miembro de la comisión editorial de La Civiltà Cattolica desde la fundación (1850) de la revista, colaboró en la sección de literatura; a través de ella, con sus novelas, realizó el ideal, por él acariciado, de Nikolaus von Diesbach y Pio Brunone Lanteri: narrar la fe en un lenguaje literario apologético. Bresciani era miembro de la Academia de la Arcadia, bajo el seudónimo de Tionide Nemesiano.
Atacado por Francesco De Sanctis y alabado por Alessandro Manzoni, Bresciani tuvo un dominio perfecto del italiano, incluso con concesiones al purismo lingüístico. La crítica literaria más reciente ha ratificado no sólo el valor de sus escritos y estilo, sino también su valía de escritor, si no genial, sí dotado de viveza y gusto narrativo.

## Pensamiento
Mayormente conocido por sus diatribas reaccionarias en contra del liberalismo y el Risorgimento, acusó a la carbonería, la masonería y los illuminati de adoración al diablo.
Las teorías de Bresciani se caracterizan por un "estilo paranoico" en su visión de la política, situando una conspiración satánica en el seno de las sociedades secretas y el pueblo judío que tendría como objetivo destruir el orden cristiano. Su popular novela de 1850 L'Ebreo di Verona (El judío de Verona) inspiró el antisemitismo religioso en Italia durante décadas, así como también sus colaboraciones para La Civiltà Cattolica, publicación que también contribuyó a fundar.
El intelectual marxista Antonio Gramsci acuñó los términos "brescianismo" y "progenie del padre Bresciani" para definir la literatura de corte conservador y populista.

## Obras
- Lionello o delle Società Segrete
- L'ebreo errante
- Lorenzo il coscritto
- L'ebreo di Verona, 1850 (en español, El hebreo de Verona)
- República Romana
- Dei costumi dell'isola di Sardegna comparati con gli antichissimi popoli orientali, 1850
- Ubaldo e Irene
- Matilde di Canossa
- Iolanda di Groninga
- Olderico, o Lo zuavo pontificio (en español, Olderico, ó, El zuavo pontificio: novela histórica del 1860)
- L'assedio di Ancona (inconcluso)
- Dei costumi dell'isola di Sardegna comparati con gli antichissimi popoli orientali, 1850
- Lettere sopra il Tirolo tedesco
- Don Giovanni, ossia il benefattore occulto
- Ammonimenti di Tionide
- Avvertimenti a chi vuol pigliar moglie

### Narrativa
- L'ebreo di Verona (1846-1849).
- Della Repubblica romana (appendice de L'Ebreo di Verona), 1855
- Lionello o delle Società Segrete (seguido por La Repubblica romana)
- Ubaldo e Irene - racconti
- La contessa Matilde di Canossa e Iolanda di Groninga (1858)
- Lorenzo, o il coscritto- racconto ligure (1856)
- Olderico, ovvero Il zuavo pontificio, racconto del 1860 (1862)
- La casa di ghiaccio o il cacciatore di Vincennes (1861)
- Vita del giovane egiziano Abulcher Bisciarah
- L'assedio di Ancona (inconcluso)

### Ensayos
- Lettere sopra il Tirolo tedesco, 1841, IV ed.
- Dei costumi dell'isola di Sardegna comparati con gli antichissimi popoli orientali, 1850
- Del romanticismo italiano, 1855
- Avvertimenti a chi vuol pigliar moglie, 1860.
- Edmondo, o Dei costumi del popolo romano, 1860
- Don Giovanni, ossia il benefattore occulto, 1863, II ed.
- Ammonimenti di Tionide al giovine Conte di Leone (1838)
- L'armeria antica del Re Carlo Alberto
- Viaggio nella Savoja, nel Fossigny e nella Svizzera
- Lettere familiari, erudite e descrittive, 1869
- Dei costumi dell'isola di Sardegna comparati cogli antichissimi popoli orientali, Volumen I, Nápoles 1850
- Dei costumi dell'isola di Sardegna comparati cogli antichissimi popoli orientali, A. Forni, 2001, p.300